# هیو گوف
هیو گوف (انگلیسی: Hugh Gough; ۳ نوامبر ۱۷۷۹ – ۲ مارس ۱۸۶۹) فرد نظامی اهل پادشاهی متحد بریتانیای کبیر و ایرلند بود. وی همچنین برندهٔ جوایزی همچون شوالیه (عنوان) شده‌است.